# باتريك بايلوت
باتريك بايلوت (13 نوفمبر 1957 في ليون) (بالإنجليزية: Patrick Paillot)‏ لاعب كرة قدم فرنسي معتزل كان يجيد اللعب في خط الدفاع . هو والد لاعب ليون الحالي ساندي بايلوت .

## وصلات خارجية
- باتريك بايلوت على موقع قاعدة بيانات كرة القدم.إي يو (الإنجليزية)